# Boostnote
Boostnoteとは、Maisin&Co社が開発・提供しているノートを取るソフトウェアないしウェブサービスである。

## 概要
Boostnoteはシンプルに素早くノートを取る機能を提供している。
また、Markdown記法に対応しており、プログラマのソースコードのスニペット機能も提供されている。
会員登録は不要。
クラウド機能は搭載されていないが、オフラインで使用できる。
誤って削除したノートも、ゴミ箱という機能によって一旦保管される。
ソースコードのプログラミング言語は100種類以上提供されている。
競合するサービスとしてはMicrosoft OneNote、Evernote、Google Keep、Simplenoteなどが挙げられる。